# Долина помсти
«Долина помсти» — фільм 1950 року.

## Зміст
Серед безкрайніх просторів зелених долин, оточених засніженими вершинами незлочинні гір дикого заходу, є невелике селище, в якому проживає сім'я фермерів Стробі. Після багатомісячного відсутності Оуен Дейбрайт, головний погонич ранчо і його зведений брат Лі Стробі повертаються додому.
Їх очікують новини і серед іншого вони дізнаються що Лілі — офіціантка з місцевої таверни народила дитину від Лі. Однак молода мати не зізнається, хто батько дитини, а новоспечений батько і зовсім не бажає визнати дитину своєю, адже у нього вже є сім'я. Оуен, останні роки ведучи господарство на фермі за двох, тому що його зведений брат не дуже то хотів мати зайві мозолі, вирішує покинути ці місця в пошуках нового життя.
В цей же час в містечко прибувають два розгніваних брата Лілі, з метою знайти незаконного батька дитини і змусити його одружитися з нею, або вбити. Підлий Лі робить усе, щоб звалити своє батьківство на брата і уникнути помсти родичів Лілі, і в добавок задумав заволодіти всім спадком одноосібно, позбувшись від добропорядного брата. Оуен, дізнавшись про це, вирішує, що з нього вистачить — треба приймати жорсткі заходи до «улюбленого братика».